# Marcellia denudata
Marcellia denudata är en amarantväxtart som först beskrevs av Joseph Dalton Hooker, och fick sitt nu gällande namn av Lopr. Marcellia denudata ingår i släktet Marcellia och familjen amarantväxter. Inga underarter finns listade i Catalogue of Life.